# Distretto di Okhaldhunga
Il distretto di Okhaldhunga è uno dei 77 distretti del Nepal, in seguito alla riforma costituzionale del 2015 fa parte della provincia di Koshi. 
Il capoluogo è situato a Okhaldhunga che a sua volta fa parte della municipalità urbana di Siddhicharan.
Geograficamente il distretto appartiene alla zona collinare delle Mahabharat Lekh.
Il principale gruppo etnico presente nel distretto sono i Chhetri.

## Municipalità
Il distretto è suddiviso in otto municipalità, una urbana e sette rurali:
- Siddhicharan (urbana)
- Manebhanjyang (rurale)
- Champadevi (rurale)
- Sunkoshi (rurale)
- Molung (rurale)
- Chisankhugadhi (rurale)
- Khiji Demba (rurale)
- Likhu (rurale)